# The Lucha Dragons
The Lucha Dragons – nieaktywny tag-team w wrestlingu, który występował w federacji WWE. Jego członkami byli Kalisto i Sin Cara. Wcześniej występowali w rosterze rozwojowym federacji − NXT. Są byłymi posiadaczami pasów NXT Tag Team Championship.

## Historia

### NXT (2014–2015)
24 lipca 2014, na odcinku NXT, Kalisto ogłosił, że on i jego dotychczasowy partner tag-teamowy, El Local, rozeszli się i wyjawił, że jego nowym partnerem będzie Sin Cara. Kalisto i Sin Cara wygrali turniej o miano pretendentów do NXT Tag Team Championship, a 11 września na NXT TakeOver: Fatal 4-Way wygrali tytuły w walce z The Ascension. Zwyciężyli też w walce rewanżowej, z pomocą Hidea Itamiego. Rozpoczęli rywalizację z The Vaudevillains, której punktem kulminacyjnym była obrona pasów przez Lucha Dragons na NXT TakeOver: R Evolution. 15 stycznia 2015 The Lucha Dragons przegrali tytuły na rzecz Murphy'ego i Blake'a, jak i walkę rewanżową na NXT TakeOver: Rival. Po tym wydarzeniu The Lucha Dragons pojawiali się na NXT coraz rzadziej, 11 marca przegrali walkę o miana pretendenckie z Enzo Amorem i Colinem Cassadym. W międzyczasie pojawiali się też na Main Event, wygrywali walki m.in. z The Ascension. Powrócili do NXT, by wziąć udział w turnieju Dusty Rhodes Tag Team Classic, jednak odpadli w pierwszej rundzie po przegranej z późniejszymi zwycięzcami turnieju, Finnem Bálorem i Samoa Joem.

### Główny roster (2015–2016)
The Lucha Dragons zadebiutowali w głównym rosterze WWE 30 marca 2015 na odcinku Raw, dzień po WrestleManii 31. Połączyli siły z grupą The New Day i pokonali drużynę złożoną z The Ascension, Cesaro i Tysona Kidda w 8-Man Tag Team Matchu. 20 kwietnia przegrali starcie z The New Day o miano pretendentów do WWE Tag Team Championship. Wzięli udział w pierwszym w historii WWE Tag Team Championship Elimination Chamber Matchu, przeciwko The Ascension, Los Matadores, Prime Time Players, Tysonowi Kiddowi i Cesarowi oraz zwycięskim The New Day. 30 lipca, wraz z Los Matadores, wygrali 8-Man Tag Team Match przeciwko The Ascension i The New Day. Otrzymali okazję zdobycia tytułów na SummerSlam 2015, jednak to The New Day udało się obronić pasy mistrzowskie. 4 września na Superstars połączyli siły z Neville’em, by pokonać Stardusta i The Ascension (Cosmic Wasteland), a na Night of Champions, ponownie w drużynie z Neville’em, zmierzyli się z Cosmic Wasteland, lecz tym razem nie udało im się wygrać. Kolejne starcie pomiędzy tymi dwoma drużynami zakończyło się zwycięstwem Lucha Dragons i Nevilla. Na Survivor Series, wraz z The Usos i Rybackiem wygrali Traditional Survivor Series Elimination Match przeciwko The New Day, Sheamusowi i Kingowi Barrettowi. Na TLC: Tables, Ladders and Chairs walczyli w Triple Threat Matchu z The Usos i The New Day, w którym tytuły obroniło The New Day. Pasów nie udało im się zdobyć również 22 grudnia na specjalnym odcinku SmackDown.
Podczas, gdy Sin Cara leczył kontuzję barku, Kalisto pokonał mistrza Stanów Zjednoczonych Alberta Del Rio w walce, której stawką nie był pas. Na następnym Raw, 11 stycznia 2016, Kalisto ponownie pokonał Del Rio i tym razem zdobył tytuł. Mistrzostwo stracił trzy dni później na rzecz Del Rio, lecz odzyskał pas na Royal Rumble.
Sin Cara powrócił 8 lutego na Raw, tej samej nocy The Lucha Dragons przegrało walkę z Alberto Del Rio i Rusevem. Po kolejnej wygranej walce w drużynie z Neville’em na SmackDown, Lucha Dragons i Neville przegrali walkę na Raw z członkami The League of Nations – Sheamusem, Rusevem i Kingiem Barrettem. Na Raw, 22 lutego przegrali Six-Man Tag Team Match przeciwko The New Day, a tydzień później walkę z Sheamusem i Rusevem. Na WrestleManii 32, Kalisto obronił swój United States Championship w walce z Rybackiem podczas pre-show gali, zaś Sin Cara wziął udział w 7-osobowym Ladder matchu o Intercontinental Championship, lecz nie zdołał wygrać walki. Po gali, The Lucha Dragons wzięli udział w turnieju o miano pretendenckie do WWE Tag Team Championship, lecz odpadli z niego już w pierwszej rundzie. Kalisto ponownie pokonał Rybacka na gali Payback, lecz miesiąc później, na Extreme Rules, utracił tytuł mistrzowski na rzecz Ruseva. Miesiąc później, na Money in the Bank, The Lucha Dragons wygrali walkę z The Dudley Boyz. Była to ostatnia wspólna walka Sin Cary i Kalisto – 19 lipca, w wyniku draftu, członkowie tag teamu zostali rozdzieleni; Kalisto trafił do brandu SmackDown, zaś Sin Cara do brandu Raw.

## Styl walki

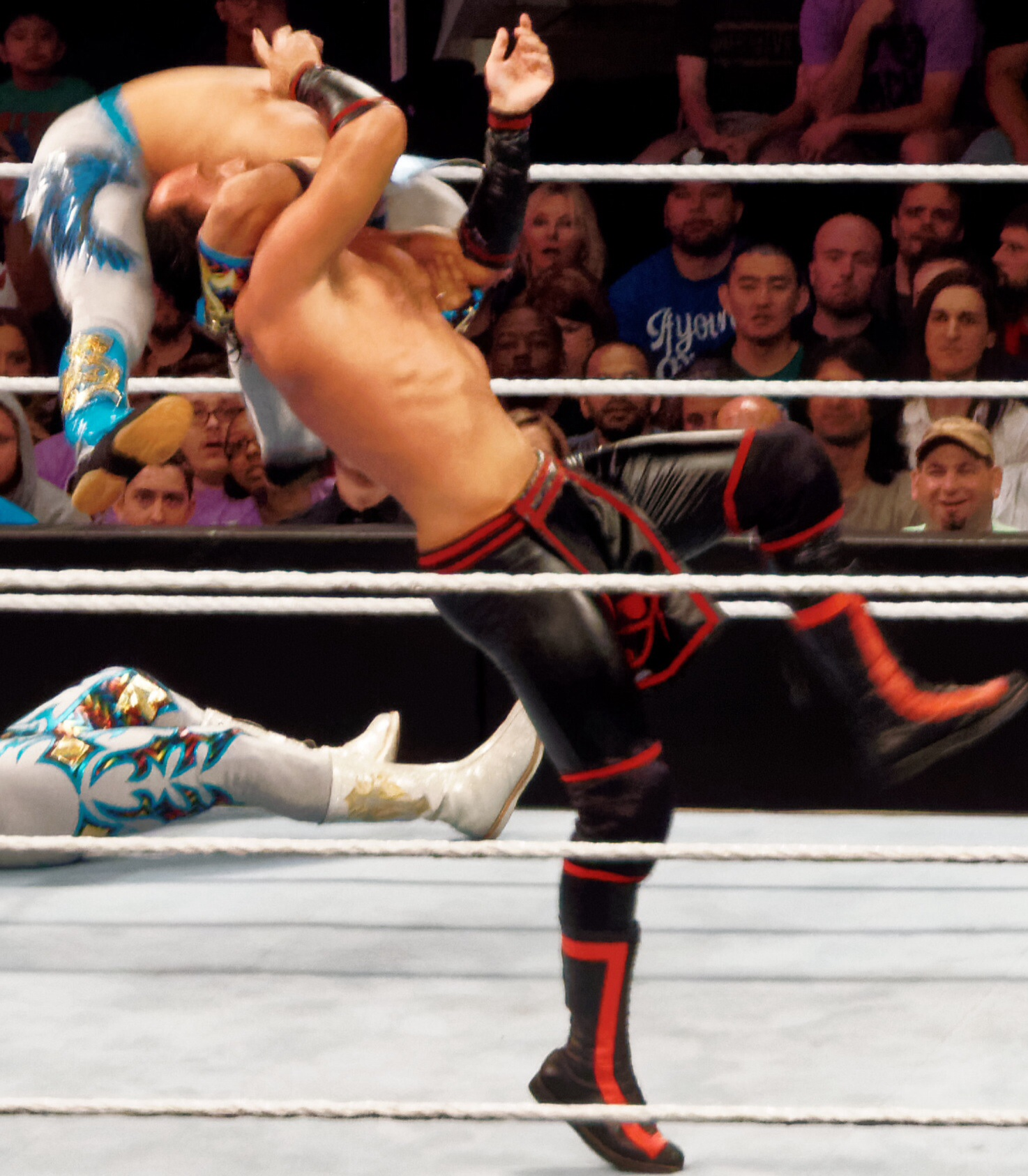
Kalisto wykonujący Salida del Sol

- Finishery drużynowe
  - Schoolboy w kombinacji z deadlift powerbomb (Sin Cara) / kombinacja Diving corkscrew crossbody (Kalisto)
- Finishery Sin Cary
  - High-angle senton bomb
- Finishery Kalisto
  - Salida del Sol

- Motywy muzyczne
  - "Lucha Lucha" ~ CFO$ (11 września 2014 – 18 lipca 2016)

## Mistrzostwa i osiągnięcia
- WWE NXT
  - NXT Tag Team Championship (1 raz)

- WWE
  - WWE United States Championship (2 razy) – Kalisto
  - Slammy Award (1 raz)
    - The "OMG!" Shocking Moment of the Year (2015) – Kalisto